# قله پروو
قله پروو (انگلیسی: Prevo Peak) یک قله آتشفشانی در جزایر کوریل کشور روسیه است.